# Al-Ouaer
Al-Ouaer ou al-Ouar (en arabe : الوعر ; en anglais : al-Waer) est un quartier de Homs.